# Lorena Meritano
Lorena Meritano Gelfenben (Concordia, Entre Ríos, 30 de septiembre de 1970) es una modelo, actriz y presentadora de televisión argentina que ha desarrollado parte de su carrera en diversos países de América Latina.

## Biografía
Lorena Meritano nació en la ciudad de Concordia, en la provincia de Entre Ríos, en la región litoral de la Argentina
. En 1985 decidió irse a Italia para probar suerte en el mundo del modelaje para más tarde regresar a Argentina a estudiar actuación. En 1993 tuvo su primer papel en la telenovela mexicana Prisionera de amor. En 1998 tuvo un papel en la novela Muñeca brava donde interpretó a una tercera en discordia entre la pareja protagonizada por la uruguaya Natalia Oreiro y el argentino Facundo Arana. En 2001 llegó a Colombia, país donde ha desarrollado la mayoría de sus trabajos, encarnó el papel de Gabriela Garza en EcoModa, secuela de la telenovela Betty, la fea. Desde la primera aparición en la televisión colombiana, Meritano ha tenido varios papeles en producciones de ese país tales como Pasión de gavilanes (donde interpretó a Dinora Rosales), Chepe Fortuna, Amas de casa desesperadas, Mujeres asesinas, entre otras.

### Vida personal
En 2014, Meritano fue diagnosticada con cáncer de seno, enfermedad de la cual fue tratada en Argentina, y que superaría en 2015.

## Filmografía

### Películas
- Baño de damas (2003)
- Dueños del tiempo (2020)

### Televisión
| Año       | Título                                          | Personaje                            |
| 2024      | Amor amargo                                     | Ofelia Cassanova                     |
| 2018      | La bella y las bestias                          | Señora León (participación especial) |
| 2013-2014 | El día de la suerte                             | Raquel de Pombo                      |
| 2012      | Casa de reinas                                  | Minerva Samper                       |
| 2012      | Corazón apasionado                              | Virginia Gómez Campos-Miranda        |
| 2010-2011 | Chepe Fortuna                                   | Minerva Samper                       |
| 2010      | Mujeres asesinas - Capítulo Marta, manipuladora | Teresa Alarcon                       |
| 2008      | Mujeres de nadie                                | Julia (participación especial)       |
| 2007      | Mujeres asesinas - Capítulo Helena, protectora  | Gabriela                             |
| 2007-2008 | Amas de casa desesperadas                       | Verónica Villa                       |
| 2007      | Tiempo final (ep. "El Plomero")                 | Ana                                  |
| 2007      | Mujeres asesinas - Mariela, envenenadora        | Mariela                              |
| 2006      | Merlina, mujer divina                           | Frida de Carbó (Antagonista)         |
| 2005      | Historias de sexo de gente común                | Vanesa                               |
| 2003-2004 | Pasión de gavilanes                             | Dínora Rosales Lince (Antagonista)   |
| 2003-2004 | El auténtico Rodrigo Leal                       | Rafaela del Valle                    |
| 2002-2003 | La lectora                                      | Guadalupe 'Karen' Serna              |
| 2001-2002 | Ecomoda                                         | Gabriela Garza                       |
| 1998-1999 | Muñeca brava                                    | Carolina                             |
| 1998-1999 | La mujer de mi vida                             | Alexandra Montesinos (antagonista)   |
| 1997-1998 | Escándalo                                       | Susana Solís/Susana Miranda          |
| 1997      | Rivales por accidente                           | Luz Elena                            |
| 1997      | Tric-Trac                                       | Actuación especial                   |
| 1995      | Maravillas diez y pico                          | Actuación especial                   |
| 1996      | La revista                                      | Actuación especial                   |
| 1994      | Prisionera de amor                              | Esther                               |

### Concursos - realitys
| Año  | Título                      | Rol                                 |
| ---- | --------------------------- | ----------------------------------- |
| 2019 | Quién quiere ser millonario | Ella misma (participación especial) |
| 2005 | La isla de los famosos      | Participante                        |

## Premios
- India Catalina Cartagena (2006). Nominada como mejor Actriz antagónica por "Merlina, Mujer Divina".
- Latin Ace Award (2000). Mejor co-Protagonización femenina por La mujer de mi vida.
- Palmas De Oro (2000). Trayectoria - Mejor actriz por Escándalo.
- Mara de Oro (2000). Mejor actriz coprotagónica por La mujer de mi vida.
- Sol De Oro (2000). Mejor actriz estelar por Escándalo.
- Estrella De Venezuela (2000). Mejor actriz Co-protagónica por La mujer de mi vida.
- Mara de Oro (1999). Mejor actriz Co-protagónica por La mujer de mi vida.
- Palmas de Oro (1999). Mejor actriz protagónica internacional por Escándalo.
- Premio Ace (1999). Rostro del año por La mujer de mi vida.
- Gran Águila de Oro (1999). Mejor actriz Co-protagónica por La mujer de mi vida.
- Palmas de Oro (1995). Revelación del año por Prisionera de amor.